# Yusuf Lawal
Yusuf Lawal (Lagos, 23 marzo 1998) è un calciatore nigeriano, centrocampista svincolato.

## Carriera
Il 16 luglio 2020 viene acquistato a titolo definitivo dalla squadra azera del Neftçi Baku.

## Statistiche

### Presenze e reti nei club
Statistiche aggiornate al 27 agosto 2021.
| Stagione           | Squadra            | Campionato         | Campionato | Campionato | Coppe nazionali | Coppe nazionali | Coppe nazionali | Coppe continentali | Coppe continentali | Coppe continentali | Altre coppe | Altre coppe | Altre coppe | Totale | Totale |
| Stagione           | Squadra            | Comp               | Pres       | Reti       | Comp            | Pres            | Reti            | Comp               | Pres               | Reti               | Comp        | Pres        | Reti        | Pres   | Reti   |
| ------------------ | ------------------ | ------------------ | ---------- | ---------- | --------------- | --------------- | --------------- | ------------------ | ------------------ | ------------------ | ----------- | ----------- | ----------- | ------ | ------ |
| 2017-2018          | Lokeren            | D1                 | 0+7        | 0          | CB              | 0               | 0               |                    | -                  | -                  |             | -           | -           | 7      | 0      |
| 2018-2019          | Lokeren            | D1                 | 2          | 0          | CB              | 0               | 0               |                    | -                  | -                  |             | -           | -           | 2      | 0      |
| 2019-2020          | Lokeren            | D2                 | 13         | 0          | CB              | 0               | 0               |                    | -                  | -                  |             | -           | -           | 13     | 0      |
| Totale Lokeren     | Totale Lokeren     | Totale Lokeren     | 22         | 0          |                 | 0               | 0               |                    | -                  | -                  |             | -           | -           | 22     | 0      |
| 2020-2021          | Neftçi Baku        | PL                 | 24         | 2          | CA              | 0               | 0               | UEL                | 2                  | 0                  |             | -           | -           | 26     | 2      |
| 2021-2022          | Neftçi Baku        | PL                 | 27         | 1          | CA              | 4               | 0               | UCL+UEL+UECL       | 4+2+1              | 0+0+2              |             | -           | -           | 38     | 3      |
| 2022-gen. 2023     | Neftçi Baku        | PL                 | 18         | 1          | CA              | 2               | 0               | UECL               | 4                  | 0                  |             | -           | -           | 24     | 1      |
| Totale Neftçi Baku | Totale Neftçi Baku | Totale Neftçi Baku | 69         | 4          |                 | 6               | 0               |                    | 13                 | 2                  |             | -           | -           | 88     | 6      |
| gen.-giu. 2023     | Arouca             | PL                 | 9          | 0          |                 | -               | -               |                    | -                  | -                  |             | -           | -           | 9      | 0      |
| 2023-2024          | Arouca             | PL                 | 17         | 0          | CP+CdL          | 1+3             | 0               | UECL               | 1                  | 0                  |             | -           | -           | 22     | 0      |
| Totale Arouca      | Totale Arouca      | Totale Arouca      | 26         | 0          |                 | 4               | 0               |                    | 1                  | 0                  |             | -           | -           | 31     | 0      |
| Totale carriera    | Totale carriera    | Totale carriera    | 117        | 4          |                 | 10              | 0               |                    | 14                 | 2                  |             | -           | -           | 141    | 6      |

## Palmarès

### Club

#### Competizioni nazionali
- Campionato azero: 1

Neftçi Baku: 2020-2021